# Mercedes-Benz Arocs
Mercedes-Benz Arocs este un camion de destinație rutieră și pe teren accidentat pentru sectorul construcțiilor cu 2, 3 sau 4 axe.
Mercedes-Benz Arocs a fost prezentat la Bauma la München între 15-21 aprilie 2013.
Arocs este disponibil în 15 tipuri de tractoare, 18 tipuri de platforme de camion, 17 tipuri de autobasculante și 10 tipuri de betoniere. Arocs are două variante principale "Loader" și "Grounder".
Cele 4 motoarele de 7,7, 10,7, 12,8 și 15,6 litri vin în 16 versiuni de putere, între 238 și 625 CP, toate respectă normele de poluare EURO 6.
Toate variantele au în dotarea standard sistemul de control electronic al frânării EBS, cu frâne pe disc pe toate roțile, ABS și ESP (Electronic Stability Program). 
Opțional, sunt disponibile sistemul de asistență pentru păstrarea benzii și Active Brake Assist 3, sistem capabil să acționeze frâna la capacitate maximă pentru a evita coliziunea cu un obstacol staționar.